# Savigny-le-Sec
Savigny-le-Sec é uma comuna francesa na região administrativa da Borgonha-Franco-Condado, no departamento de Côte-d'Or. Estende-se por uma área de 9,38 km². Em 2010 a comuna tinha 869 habitantes (densidade: 92,6 hab./km²).